# Communauté de communes Aubrac-Lot-Causses
La communauté de communes Aubrac-Lot-Causses est une ancienne communauté de communes française, située dans le département de la Lozère et la région Occitanie.

## Historique
Elle est créée le 1er janvier 2006.
Le schéma départemental de coopération intercommunale, arrêté par le préfet de la Lozère le 29 mars 2016, prévoit la fusion de la communauté de communes Aubrac-Lot-Causse avec la communauté de communes du Causse du Massegros (moins Les Vignes) et la communauté de communes du Pays de Chanac (moins Barjac) à partir du 1er janvier 2017.
Le 1er janvier 2017, la communauté de communes fusionne au sein de la communauté de communes Aubrac Lot Causse et Pays de Chanac.

## Territoire communautaire

### Composition
Elle était composée des 10 communes suivantes :
| Nom                     | Code Insee | Gentilé          | Superficie (km2) | Population (dernière pop. légale) | Densité (hab./km2) |
| ----------------------- | ---------- | ---------------- | ---------------- | --------------------------------- | ------------------ |
| La Canourgue (siège)    | 48034      | Canourguais      | 104,29           | 2 108 (2014)                      | 20                 |
| Banassac-Canilhac       | 48017      |                  | 24,68            | 1 044 (2017)                      | 42                 |
| Les Hermaux             | 48073      | Hermalziens      | 17,59            | 107 (2014)                        | 6,1                |
| Laval-du-Tarn           | 48085      | Lavalais         | 36,85            | 106 (2014)                        | 2,9                |
| Saint-Germain-du-Teil   | 48156      | Saint-Germanais  | 22,58            | 842 (2014)                        | 37                 |
| Saint-Pierre-de-Nogaret | 48175      | Saint-Pierriens  | 16,44            | 177 (2014)                        | 11                 |
| Saint-Saturnin          | 48181      | Saint-Saturniens | 9,14             | 63 (2014)                         | 6,9                |
| Les Salces              | 48187      | Salcéens         | 45,78            | 103 (2014)                        | 2,2                |
| La Tieule               | 48191      | Tieulois         | 24,00            | 90 (2014)                         | 3,8                |
| Trélans                 | 48192      | Trélandais       | 23,35            | 96 (2014)                         | 4,1                |

### Démographie
| 2007  | 2011  | 2012  | 2013  |
| ----- | ----- | ----- | ----- |
| 4 678 | 4 681 | 4 718 | 4 724 |